# Clan Matsudaira
El clan Matsudaira (松平氏 Matsudaira-shi?) es un clan japonés que se originó y tomó su nombre del condado Matsudaira, en la antigua provincia de Mikawa. Es conocido por ser el clan al que perteneció originalmente Tokugawa Ieyasu antes de usar el apellido Tokugawa, fue conocido como Matsudaira Takechiyo. La razón del cambio de apellido era para reclamar descendencia imperial del clan Minamoto, por la rama de Nitta Yoshisue. Adoptando ese nuevo apellido, Ieyasu fundó el shogunato Tokugawa.
Anterior a la toma del poder de Ieyasu como shōgun, el clan Matsudaira tenía 14 ramas: Takenoya (竹谷?), Katanohara (形原?), Ōgusa (大草?), Nagasawa (長沢?), Nōmi (能見?), Goi (五井?), Fukōzu (深溝?), Ogyū (大給?), Takiwaki (滝脇?), Fukama (福釜?), Sakurai (桜井?), Tōjō (東条?), Fujii (藤井?), y Mitsugi (三木?). Muchas de estas ramas se convertirían en clanes de daimyō por derecho propio en el período Edo.
Luego de la restauración Meiji y con la abolición del sistema han, los clanes Tokugawa y Matsudaira se convierten en parte de la nueva nobleza, muchos miembros del clan Matsudaira siguen desempeñando papeles importantes en la sociedad japonesa actual.

## Galería

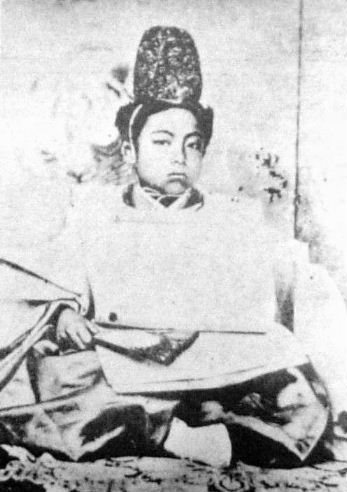
Matsudaira Shichirōma, el futuro Tokugawa Yoshinobu
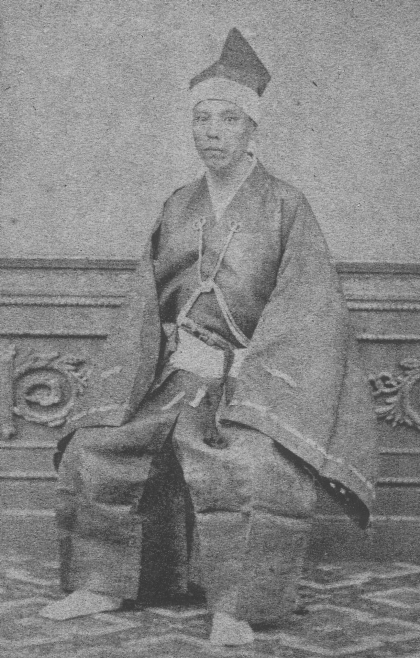
Matsudaira Mochiaki, último señor de Fukui
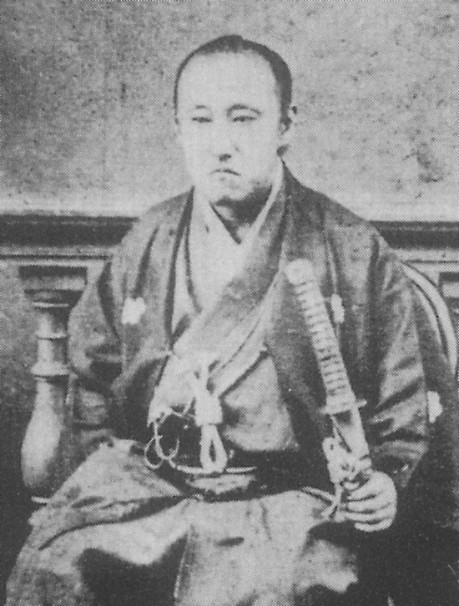
Matsudaira Sadayasu, último señor de Matsue
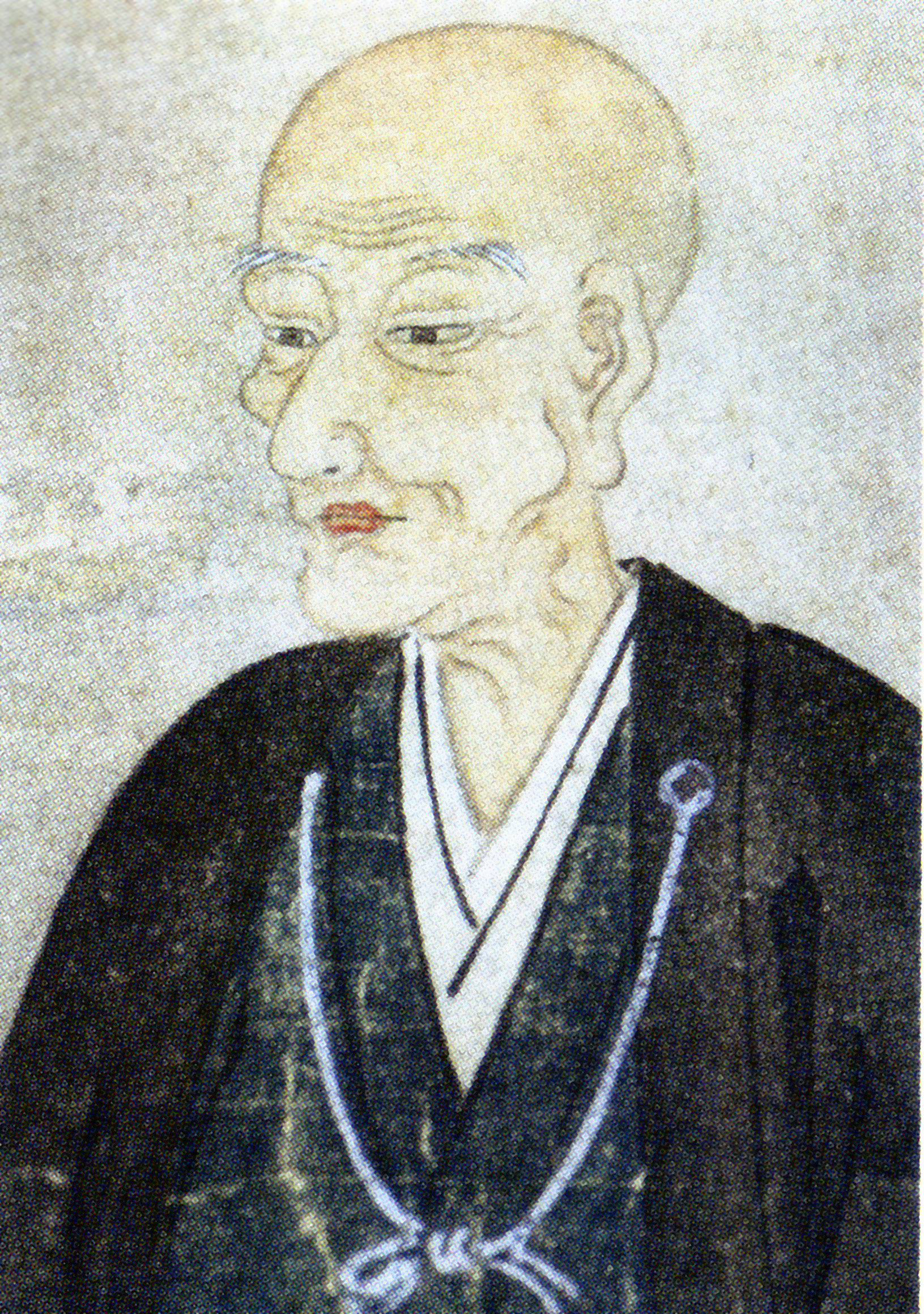
Matsudaira Harusato (Fumai), Señor de Matsue

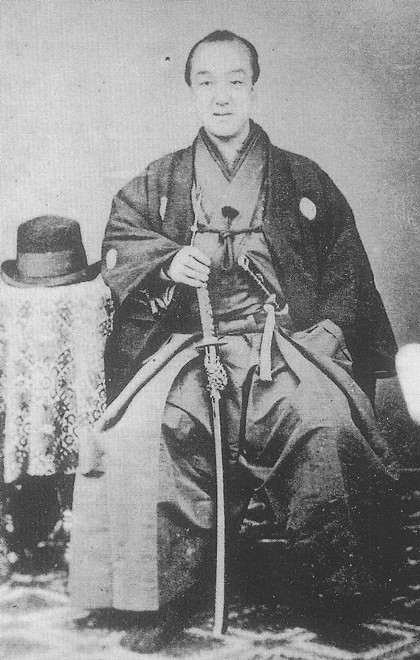
Matsudaira Yoritoshi, último señor de Takamatsu
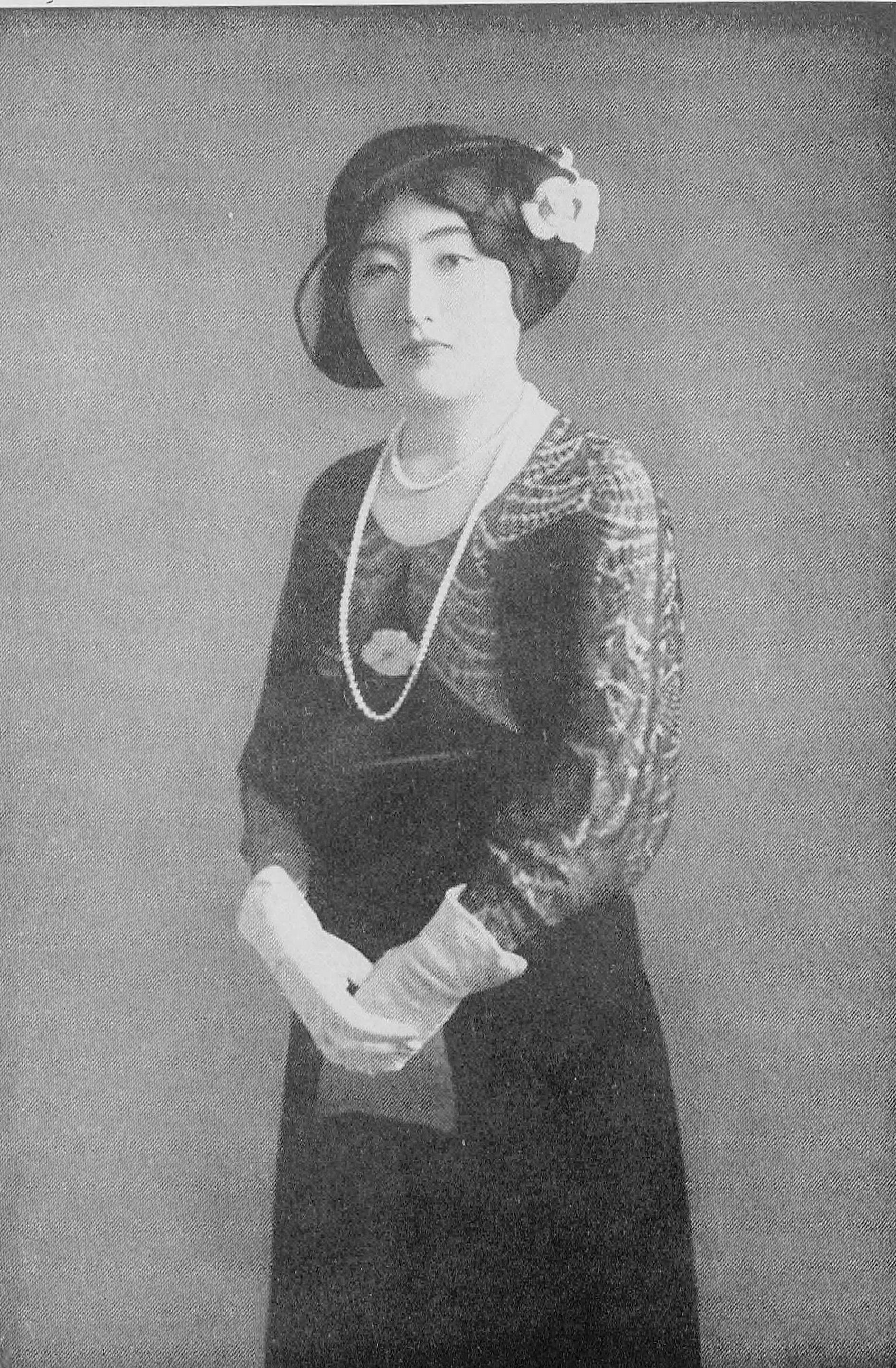
Princesa Chichibu (Matsudaira) Setsuko
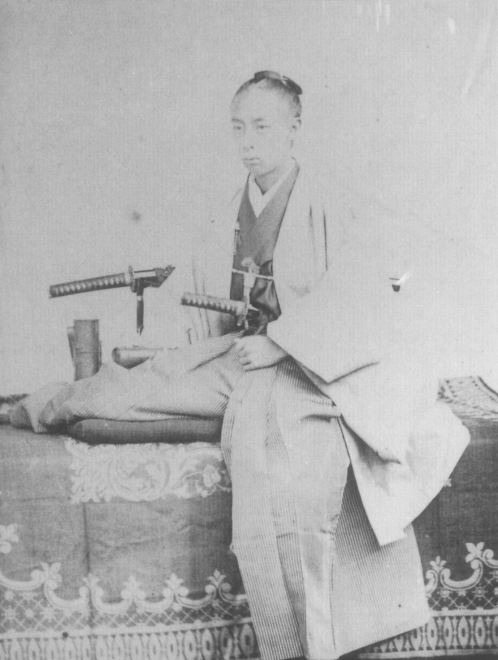
Matsudaira Tadanari, último señor de Ueda
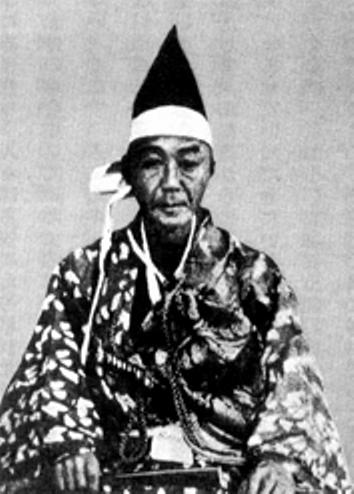
Nagai Naoyuki, hijo de Okutono señor Matsudaira Noritada